# Higashi-ku (Okayama)
Higashi-ku (東区?) è uno dei quattro quartieri amministrativi della città di Okayama, in Giappone.